# Lito Lapid
Manuel "Lito" Mercado Lapid (Porac, 25 de octubre de 1955) es un actor y político filipino.
Más conocido por sus películas de acción, en los últimos años se convirtió en uno de los intérpretes más famosos de este género, junto a Fernando Poe Jr., Joseph Estrada, Rudy Fernández y Ramón Revilla.

## Biografía
Manuel o Manuelito Mercado Lapid nació el 25 de octubre de 1955 en Porac, Pampanga, el quinto de nueve hijos, formada por los esposos Joseph Lapid y Eleuteria Mercado. Asistió a la primaria en la Escuela Central de Porac para continuar sus estudios en la Academia de Santa Catalina en 1972. Sin embargo, no ha continuado sus estudios para dedicarse a tiempo completo al cine.

## Filmografía
- Sa Dulo ng Ganti (2013) (Release Date: April 10, 2013)
- Pagsabog ng Ganti (2013) (Release Date: January 3, 2013)
- Tatlong Baraha (2006)
- Lapu-Lapu (2002)
- Pistolero (2002)
- Eksperto, Ako ang Sasagupa (2001)
- Dugong Aso: Mabuting Kaibigan, Masamang Kaaway (2001)
- Bukas, Babaha ng Dugo (2001)
- Masikip na ang Mundo mo, Labrador (2001)
- Eskort (2000)
- Huwag mong Ubusin ang Bait ko! (2000)
- Pantalon Maong (2000)
- Pasasabugin ko ang Mundo mo (2000)
- Patigasan (2000)
- Fidel Jimenez: Magkasubukan tayo (2000)
- Largado, Ibabalik kita sa Pinanggalingan mo! (1999)
- Ako'y Ibigin mo... Lalaking Matapang (1999)
- Tatapatan ko ang Lakas mo (1999)
- Laruang Buhay (1998)
- Alipin ng aliw (1998)
- Lisensyado (1998)
- Alamid: Ang Alamat (1997)
- Kasangga mo ako sa Huling Laban (1997)
- Tapatan ng Tapang (1996)
- Da Best in da West 2: Da Western Pulis Istori (1996)
- Tolentino (1996)
- Hindi Lahat ng Ahas ay nasa Gubat (1996)
- Tapang sa tapang (1995)
- Escobar: Walang Sasantuhin (1995)
- Gising na... ang higanteng natutulog (1995)
- Hanggang sa Huling Bala (1995)
- Ikaw pa... Eh love kita (1995)
- Macario Durano (1994) (Moviestars Production)
- Geron Olivar (1994)
- Aguinaldo (1993)
- Gascon, Bala ang Katapat Mo (1993)
- Hindi Palulupig (1992)
- Lacson, Batas ng Navotas (1992)
- Dudurugin Kita ng Bala ko (1991)
- Medal of Valor: Lt. Jack Moreno, Habang nasusugatan lalong tumatapang (1991)
- Walang Piring ang Katarungan (1990)
- Karapatan ko ang Pumatay, Kapitan Guti (1990)
- Kahit Singko ay di ko Babayaran ang Buhay Mo (1990)
- Ibabaon Kita Sa Lupa! (1990)
- Sa Katawan Mo, Aagos Ang Dugo (1989)
- Sgt. Melgar (1989)
- Jones Bridge Massacre: Task Force Clavio (1989)
- Tadtarin ng Bala si Madelo (1989)
- Sa Likod ng Kasalanan (1988)
- Ex-Army (1988)
- Akyat Bahay Gang (1988)
- Barbaro Santo (1987)
- Cabarlo (1987)
- Maruso: Robinhood ng Angeles City (1987)
- Kamagong (1987)
- Asong Gubat (1986)
- Bukas ng sábado Agi Buka sa Sabitan (1986)
- No Return, No Exchange (1986)
- Sa Bawat Hahakbangan, Babaha ng Dugo (1986)
- Abandonado (1985)
- Calapan Jailbreak (1985)
- Hari ng Gatilyo (1985)
- Walang Katapat (1985)
- Ben Tumbling (1985)
- Dugo ng Pistoleros (1982)
- Lukas (1984)
- Julian Vaquero (1984)
- Walang Daigdig, Mga (1984)
- Barakuda Kilabot ng Karagatan (1984)
- Angkan ng sietereales (1984)
- Donato Alakdang Bato (1984)
- Zigomar (1984)
- Bruce the Super Hero (1984)
- The Gunfighter (1983)
- Pedro Tunasan (1983)
- Desperado (1983)
- Isaac... Dugo ni Abraham (1983)
- Aguila Sa Puting Bato (1983)
- Gamu-gamo sa Pugad Lawin (1983)
- Ang Alamat ni Leon Guerrero (1982)
- Bagwis ng lawin (1982)
- Isla sto.Niño (1982)
- Hanggang sa wakas (1982)
- Anak ng Tulisan (1982)
- Wanted: Leon Mercado (1982)
- Abdul Viva Santiago (1982)
- Tatlong Baraha (1981) (80's Version)2
- Ikaw o ako (1981)
- Kambal sa baril (1981)
- Labanang lalaki (1981)
- Gaano kita kamahal (1981)
- Panlaban Dos Por Dos (1981)
- San Basilio (as Julio Valiente) (1981)
- Magkasangga (1981)
- Viva Santiago (1981)
- The Best in the West (1981)
- Geronimo (1981)
- Macho Gigolo (1981)
- Kamaong Asero (1981)
- Brusko (1981)
- Ang Pagbabalik ni Leon Guerrero (1980)
- Kalibre 45 (1980)
- Kastilyong Buhangin (1980)
- Kristo Zapata (1980)
- Barkada (1980)
- Yakapin Mo ako Lalaking Matapang (1980)
- Magnong barumbado (1980)
- Diego Santa Cruz (1980)
- Tres Manos (1980)
- Alyas tiagong lundag (1980)
- Ang Sisiw ay Agila (1979)
- Chopstick Kid (1979)
- Dangerous Fist (1979)
- Ang leon, ang tigre, at ang alamid (1979)
- Back to Back (1979)
- Alas at Reyna (1979)
- Batang Salabusab (1979)
- Death Has No Mercy (1979)
- Tomcat (1979)
- The Jess Lapid Story (1978)
- Kampus (1978)
- Gatilyo 48 (1977)
- Enter the Panther (1976)
- Mrs. Eva Fonda, 16 (1976)

## Priest says Montemayor killing linked to public works scam
Naiuwi na sa Naic, Cavite ang mga labi ni jueteng whistleblower Alfredo "Boyong" Montemayor na pinaslang sábado ng umaga (Marso 6, 2010) ng mga di pa nakikilalang salarin. Kumbinsido naman ang mga malalapit kay Montemayor na may kinalaman sa krimen ang plano niyang isiwalat ang umano'y mga anomolya sa public works projects. Nagpapatrol, Lynda Jumilla.